# メッテニウサ属
メッテニウサ属（メッテニウサぞく、学名：Metteniusa ) は、被子植物のメッテニウサ科に属する属の内のひとつである。学名は、1860年にドイツの植物学者のヘルマン・カールステンが同国の植物学者のゲオルク・ハインリヒ・メッテニウスに献名したことによる。メッテニウサ属には7つの種が確認されている 。タイプ種は Metteniusa edulis である。上位の科としてメッテニウサ科を置くことが提案されたのはアダルバート・シュニッツラインの研究に遡り、1860年にヘルマン・カールステンによって有効とされた。2016年のAPG IVでは、メッテニウサ科は新設されたメッテニウサ目に属する。

## 概要
メッテニウサ属は葉が互生につく木本植物である。花は両性花であり、規則的な楕円形の散房花序につく。がくは小型で半円形、花冠は短い管状。雄しべは5本、葯は数珠状。雌しべは5心皮合生で、子房は萼・花弁の基部より上にあり(子房上位)、5菱形、子房室は１つで、大きな糸状の花柱の上に点状の柱頭がある。
果実は、木質の果皮を持つ硬い核果である。 種子は白い胚乳を豊富に含む。

## 分布
メッテニウサ属には7種が含まれ、中米とコロンビア、ベネズエラ、ペルー、エクアドルといった南米のアンデス山脈地域にかけての高山地帯を中心に広く分布する。主に標高250〜2000メートルの霧の多い山林の中で見られる。

## 分類
以下の種が含まれる。
- Metteniusa cogolloi
- Metteniusa cundinamarcensis
- Metteniusa edulis
- Metteniusa huilensis
- Metteniusa nucifera
- Metteniusa santanderensis
- Metteniusa tessmanniana

## 利用
Metteniusa edulis の種子は、コロンビア北部および東部の原住民の食糧となっている。